# Мафија у рату
MobLand је америчка криминалистичка телевизијска драма, коју је осмислио Ронан Бенет, а он је уједно и аутор сценарија за целу серију. Првобитно је била планирана под називом The Donovans, као прича о пореклу ликова из серије Реј Донован продукцијске куће Showtime, фокусирана на породицу Донован. Међутим, током даљег развоја, пројекат је преобликован у самосталну причу, потпуно независну од оригиналне серије. Гај Ричи је режирао неколико епизода. Главну улогу тумачи Том Харди, као Хари, човек од поверења у служби криминалне породице Хариган, коју предводе Пирс Броснан и Хелен Мирен.
Серија је снимљена за стриминг платформу Paramount+, а премијерно је емитована 30. марта 2025. године.

## Синопсис
Породица Хариган, криминална породица из Лондона, налази се у сукобу са породицом Стивенсон, који би могао да оконча њихове животе и читаве империје. Хари Да Соуза је позван од стране Хариганових да буде њихов „фиксер“ и заштити породицу.

## Глумачка екипа
Главне улоге
- Том Харди као Хари Да Соуза
- Пирс Броснан као Конрад Хариган, патријарх породице
- Педи Консидин као Кевин Хариган, Конрадов син
- Џоан Фрогат као Џен Да Соуза, Харијева супруга
- Лара Палвер као Бела Хариган, Кевинова супруга
- Енсон Бун као Еди Хариган, Кевинов бунтовни син
- Џасмин Џобсон као Зоша, сарадница која ради за Харија и једна је од његових најближих савезница
- Мандип Дилон као Серафина, Конрадова ћерка
- Данијел Бец као Брендан, најстарији син Конрада и Мејв
- Хелен Мирен као Мејв Хариган, матријарх породице

Споредне улоге
- Лиса Дван као О’Хара Дилејни, адвокатица породице Хариган
- Џеф Бел као Ричи Стивенсон, неустрашиви вођа уздизајуће банде Стивенсон са југа Лондона
- Емили Барбер као Алиса, нова пријатељица Џен коју упознаје на групној терапији
- Алекс Фајн као Дони, Харијев противник
- Џенет Мактир као Кет, шармантна, али веома насилна особа

## Продукција

### Развој
Серија MobLand први пут је најављена у фебруару 2024. године као спиноф под називом The Donovans. Била је заснована на серији Реј Донован продукцијске куће Showtime, са намером да исприча причу о пореклу породице Донован. Аутор серије је Ронан Бенет, који је уједно и главни сценариста и извршни продуцент. Гај Ричи је ангажован да режира неке епизоде и да учествује као један од извршних продуцената, заједно са Дејвидом С. Гласером, Роном Берклом, Бобом Јаријем, Дејвидом Хаткином, Иваном Аткринсоном, Китом Коксом, Нином Л. Дијаз, Џезом Батервортом, Крисом Тајкером, Томом Хардијем и Дином Бејкером.
Током развоја, серија је у октобру 2024. преобликована у потпуно самосталан пројекат, под радним насловима The Associate и Fixer. У фебруару 2025. откривено је да је коначан назив серије MobLand, као и да је пројекат прешао са мреже Showtime на стриминг платформу Paramount+. Серију продуцирају MTV Entertainment Studios и 101 Studios. The series is produced by MTV Entertainment Studios and 101 Studios.

## Пријем
На сајту за агрегирање рецензија Rotten Tomatoes, серија MobLand има оцену од 71% на основу 14 критика, са просечном оценом 6,4 од 10. На сајту Metacritic, који користи пондерисани просек, серија је добила оцену 57 од 100 на основу 8 рецензија, што указује на „мешовите или просечне“ критике.